# 미드나잇 카우보이
《미드나잇 카우보이》(영어: Midnight Cowboy)는 1969년 개봉한 미국의 드라마 영화이다. 존 슐레진저가 연출을 맡고, 제임스 리오 헐리히의 동명 소설을 바탕으로 월도 솔트가 각본을 작성하였다. 존 보이트, 더스틴 호프먼 등이 출연하였으며, 배급사는 유나이티드 아티스트이다.
1970년 제42회 아카데미상에서 작품상, 감독상, 각색상을 수상하였다. 1994년 미국 의회도서관에 의해 문화적으로, 역사적으로, 미적으로 중요함을 인정받아 미국 국립영화등기부에 선정, 보존되었다.

## 줄거리
텍사스에 살던 조는 설거지 담당 일을 그만 두고 카우보이 복장을 한 채 버스를 타고 뉴욕으로 향해 남창일을 시작한다. 그러나 비정한 도시는 돈 많은 여성을 낚아 한탕하겠다는 순진한 망상을 지닌 조가 견디기엔 그리 녹록하지 않다. 조는 자신을 속이려 했던 사기꾼 래초와 협업 관계가 되어 방치된 건물에서 함께 무단 거주하면서 우정을 쌓아간다. 이들이 가난에 허덕이는 가운데 건강이 악화된 래초는 고열에 시달리게 된다. 래초가 플로리다행 버스에 타길 소망하자 조는 교통비를 벌기 위해 나서는데...

## 출연진
- 더스틴 호프먼 - 래초 역
- 존 보이트 - 조 벅 역
- 실비아 마일스 - 캐스 역
- 존 맥가이버
- 브렌다 버카로
- 바너드 휴스
- 루스 화이트
- 제니퍼 솔트
- 밥 밸러밴

## 같이 보기
- 아카데미상 최고 기록 목록